# Águilas Club de Fútbol
L'Águilas Club de Fútbol fou un club de futbol de la ciutat d'Águilas a la Regió de Múrcia, que va desaparèixer el 2010.

## Història

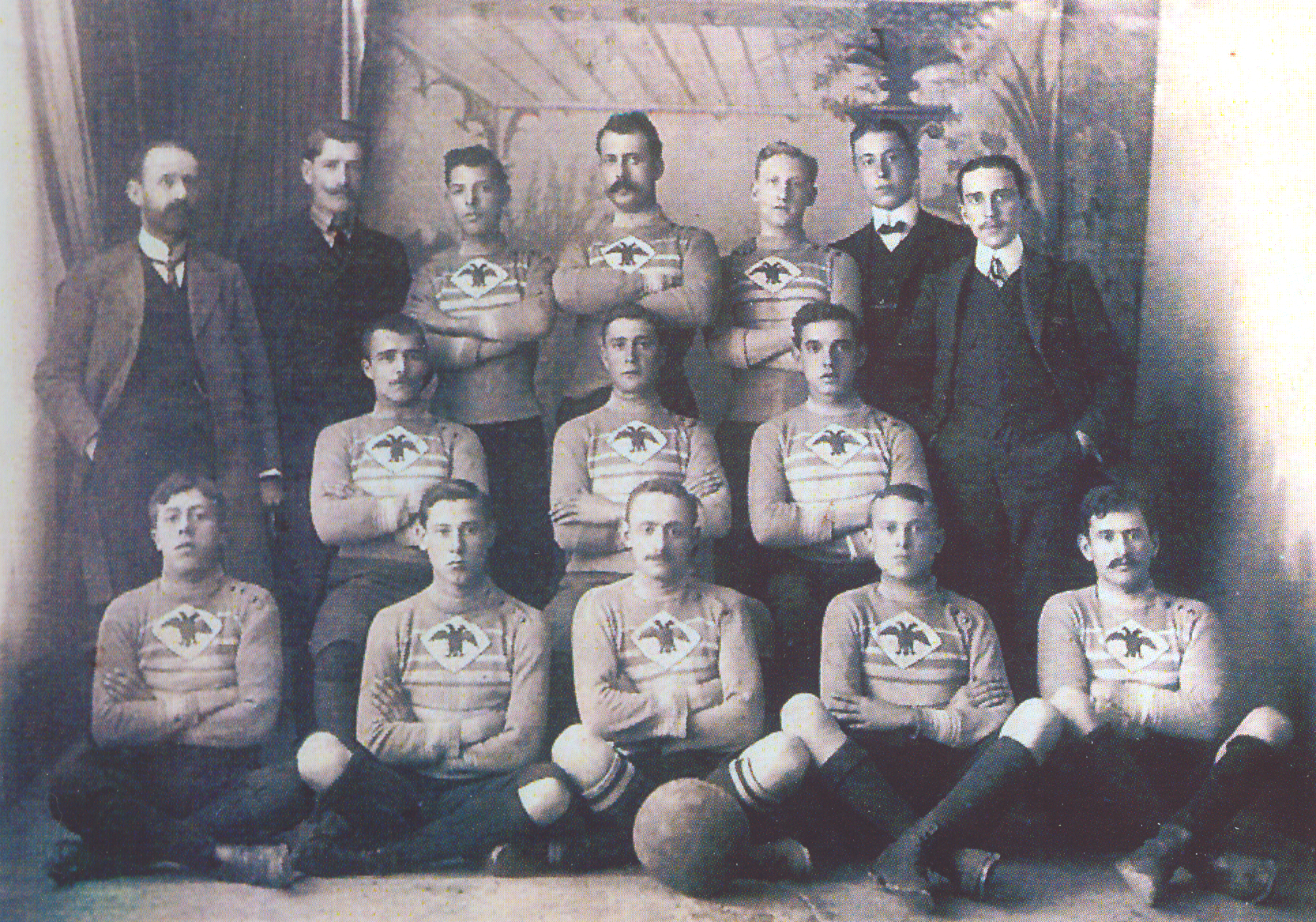
Imatge de l'Sporting Aguileño.

Els orígens del futbol a la ciutat es remunten fins al 1896 quan Juan Gray Watson i Ginés García Abellán porten la primera pilota de futbol a la ciutat. La primera societat de futbol no es creà, però, fins al 1900 amb el naixement del Sporting Club, presidit per Juan Gray Watson. L'any 1906 es tradueix el nom del club esdevenint Club Deportivo Aguileño. L'estadi de "El Rubial" s'inaugurà el 19 de gener de 1913. El 22 de maig de 1925 el club es refunda amb el nom d'Águilas Club de Fútbol.
Debutà a Tercera Divisió l'any 1956. Romangué entre la Tercera i les categories regionals fins al 1998-99, en què debuta a la Segona Divisió B.
L'any 2010 desaparegué per deutes i el seu lloc a la ciutat fou ocupat pel nou club Águilas FC.

## Dades del club
- Temporades a Primera divisió: 0
- Temporades a Segona divisió: 0
- Temporades a Segona divisió B: 5
- Temporades a Tercera divisió: 35
- Temporades a categories regionals: 35
- Millor classificació a la lliga: 2n (Segona B temporada 05-06)
- Pitjor classificació a la lliga: 20è (Segona B temporada 99-00)

## Palmarès
- Tercera divisió (2): 1993-94, 2004-05 (Grup XIII)